# Christian Lacroix

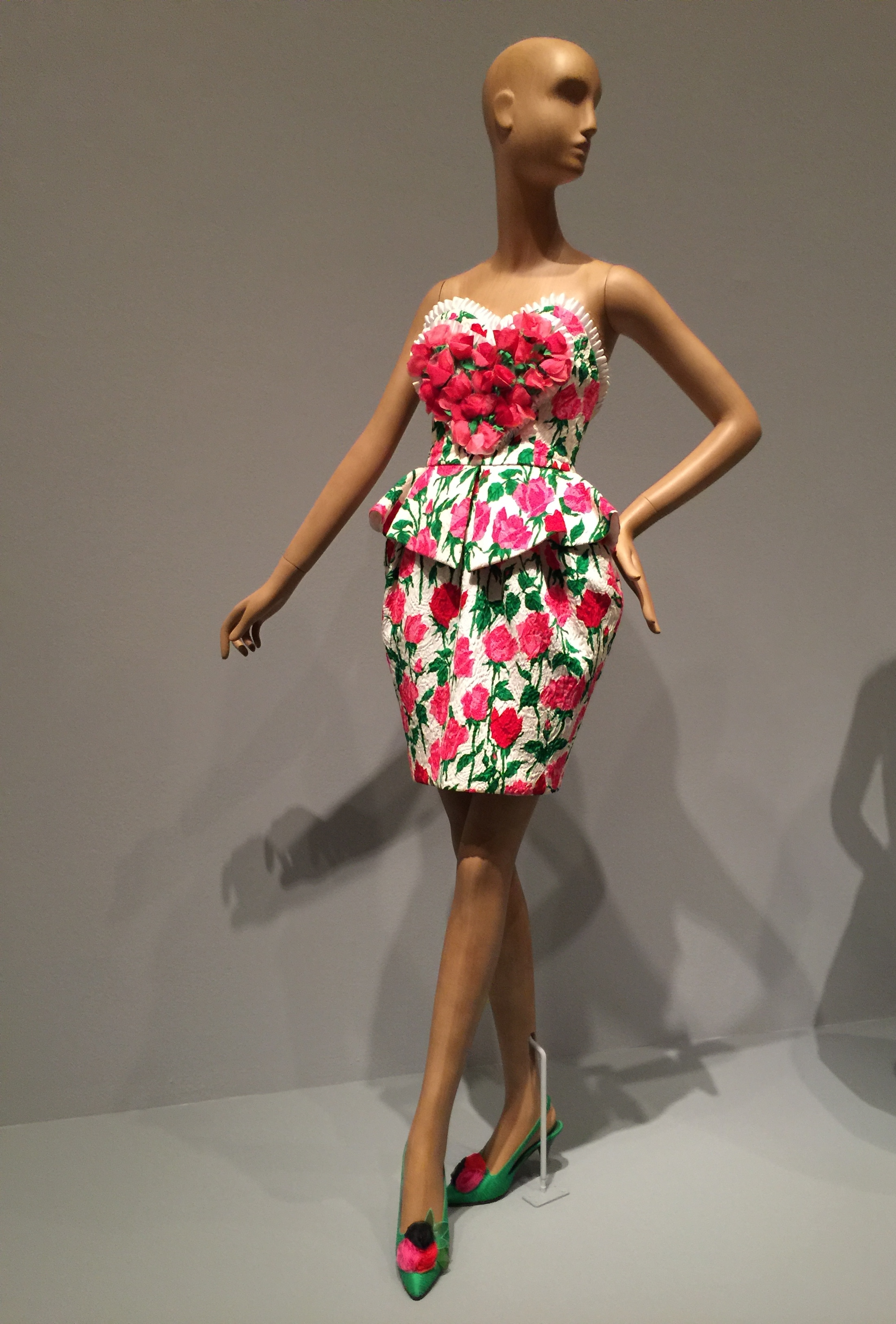
Sukienka z kolekcji wiosna/lato domu mody Christian Lacroix z 1988.

Christian Marie Marc Lacroix (ur. 16 maja 1951 w Arles, we Francji) – francuski projektant mody, założyciel domu mody sygnowanego jego imieniem i nazwiskiem.

## Życiorys
Christian Lacroix urodził się we francuskim regionie Prowansji, której folklor często był wykorzystywany w późniejszych projektach.
Studiował historię sztuki na Uniwersytecie w Montpellier. Ukończył także kursy w École du Louvres, gdzie zainteresował się sztuką XVII i XVIII wieku. Podjął wówczas decyzję o zostaniu kustoszem muzeum, jednak po spotkaniu z cenionym w świecie mody Jeanem-Jacquesem Picartem zmienił zdanie i rozpoczął pracę jako projektant.
Zawodowo projektowaniem zajmuje się od lat 80. W 1981 rozpoczął pracę u Patou; był także asystentem w domu mody Hermès oraz Tokyo Imperial Court. Przez pewien czas pracował dla teatru, co było widoczne w jego projektach haute couture. Stylem charakterystycznym dla Lacroix była bowiem ekstrawagancja i przywiązanie do detali — podobnie jak w kostiumach teatralnych.
W roku 1987 założył własny dom mody sygnowany swoim nazwiskiem. Pierwsze recenzje były bardzo pozytywne. The Sunday Times napisał, że „w ciągu 25 lat nie było podobnych projektów do tych autorstwa Lacroix”. Natomiast Vogue nadał Christianowi Lacroix tytuł „najgłośniejszego projektanta w Paryżu”.

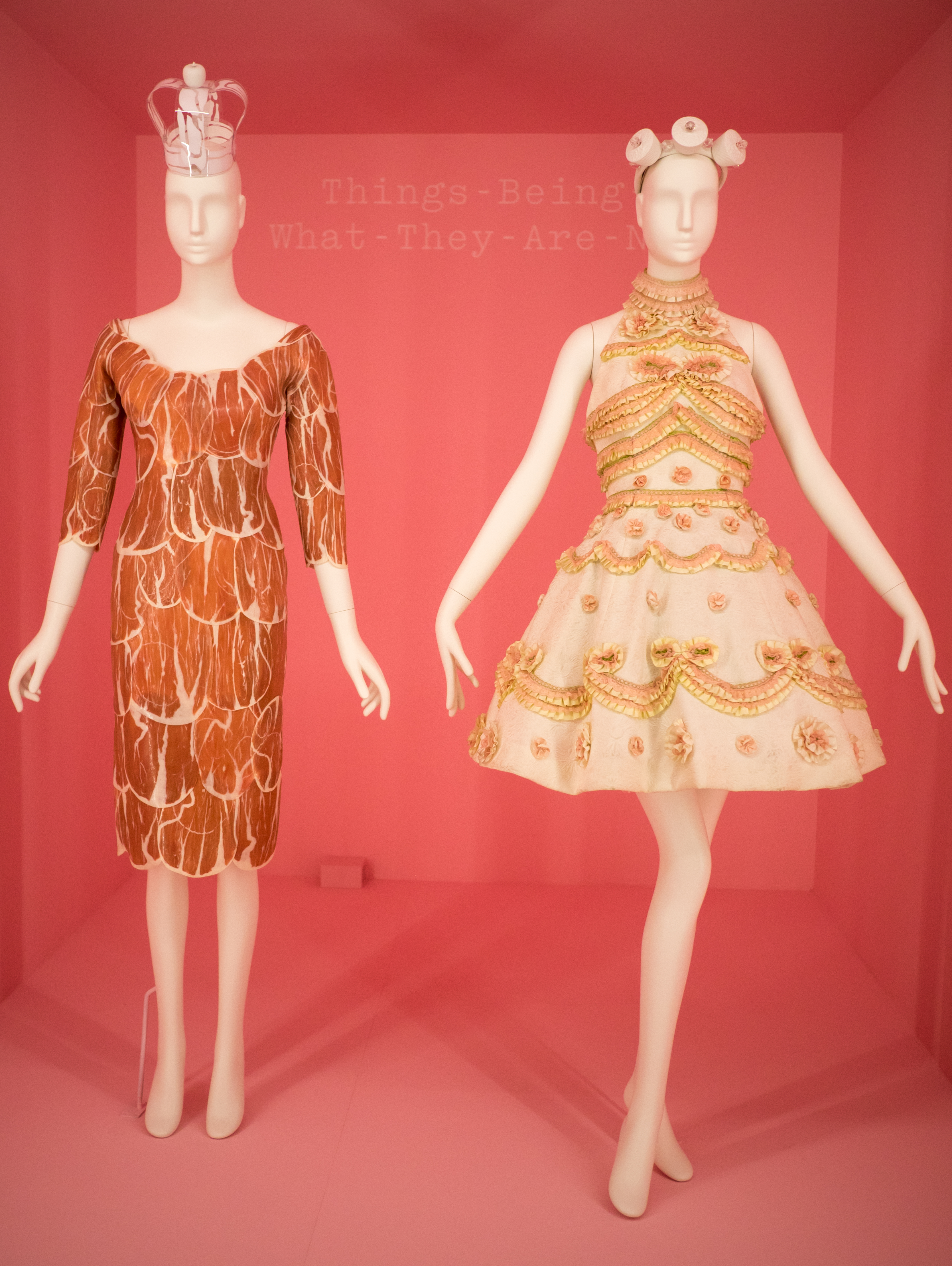
Projekt Christiana Lacroix (po prawej) z kolekcji z lat 90. na wystawie Camp: Notes on Fashion w Met.

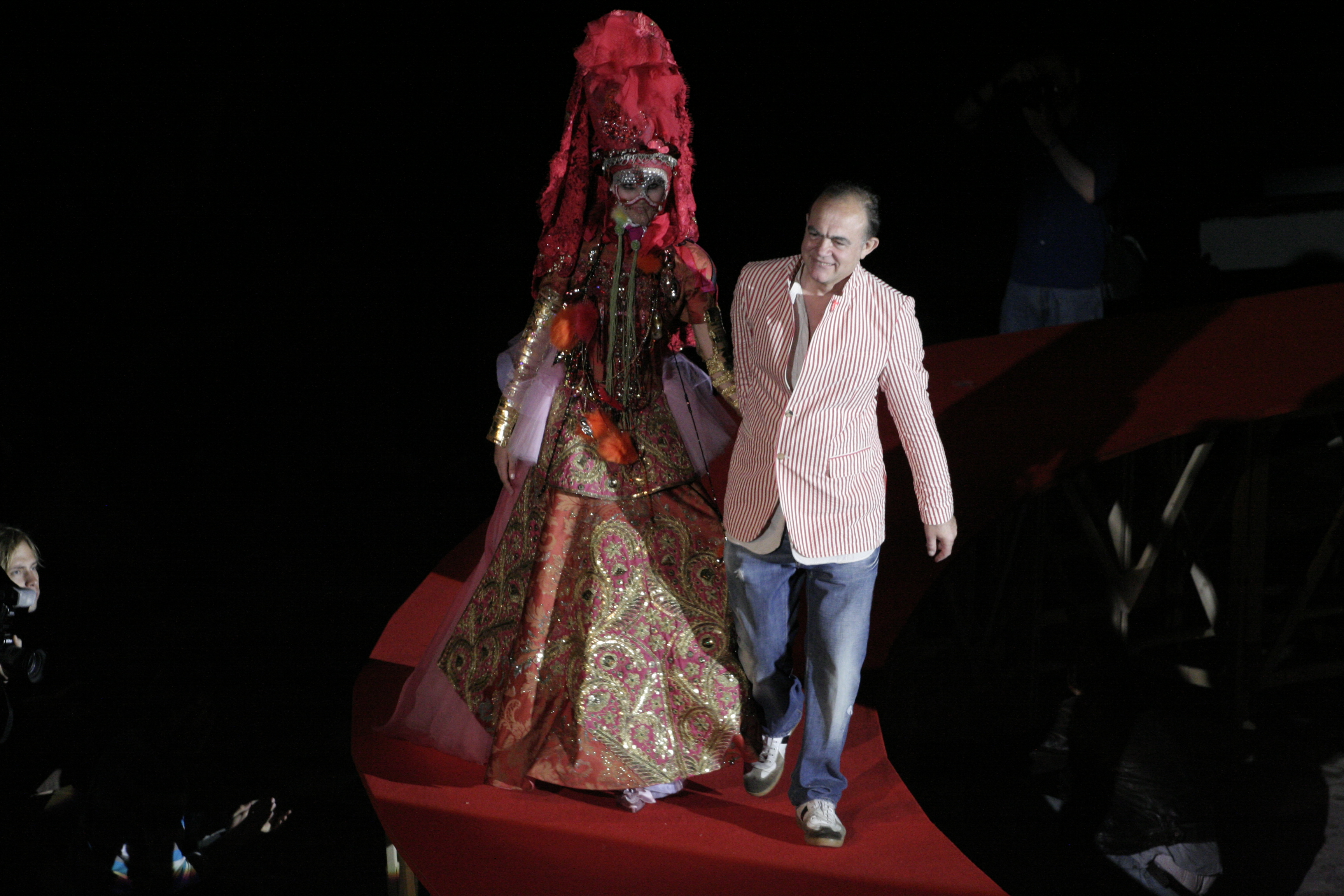
Pokaz projektu haute couture (2008)

W latach 2002–2005 był dyrektorem artystycznym we włoskim domu mody Emilio Pucci. Zaprojektował wiele sukien dla hollywoodzkich sław.
Dom mody który stworzył należy do francuskiej grupy dóbr luksusowych LVMH.
Stworzył dla firmy kosmetycznej Avon zapach o nazwie "Rouge" (damski) i "Noir" (męski) w 2007 roku oraz Absynthe (damski i męski) w roku 2009.
W 2007 roku Lacroix powrócił do dawnej pasji, jaką było muzealnictwo. Został kustoszem wystawy Christian Lacroix, historie mody w Muzeum Mody i Tekstyliów.
W maju 2009 roku dom mody Christian Lacroix ogłosił bankructwo.